# Козачке песме
Козачке песме су народне, историјске песме и думе у којима се слави козачко доба. Теме су углавном херојска дела и погибије Козака, одлазак у туђину и туга за домовином, славне војводе и битке, трагедија рата, лични односи козачких војника и сличне. Касније су жанру додата дела хајдамачке тематике. У овим песмама уграђена су мелодијска обележја Руса, Украјинаца, Черкеза и других етничких група које су учествовале у формирању козачких ратничких заједница. Не би било претерано рећи да су козачке песме један од најважнијих елемената њиховог етничког идентитета.
Козачке песме дњепропетровске области уврштене су 2016. године на Унескову листу ематеријалног културног наслеђа човечанства.

## Карактеристике козачких песама
Козаци као посебна етничка група више не постоје, па су критеријуми према којима се ове песме сврставају под козачке текст (садржај песме) и музички језик (начин извођења). Традиционална музика кубањских козака је прилично необична. Може се поделити на два главна стила: 
- Црноморски (са јаким украјинским утицајем) и
- Линеарни (са јаким руским утицајем).

Најтипичнија у козачкој музици је „индокинеска“, односно „шкотска“ скала, која се изводи само на црним клавирским диркама. Ова пентатоника додаје мелодији посебну боју, неуобичајену за ухо навикло на хроматску музичку лествицу.

## Истраживања
Прву транскрибовану збирку козачких песама објавио је 1997. године бандурист Виктор Кириленко. Почетком 2000-их Дњепропетровски национални универзитет организовао је експедиције у Дњепропетровску област како би се прикупило још ових народних песама.

## Традиција
Неке од козачких песама су толико популарне међу некозачким Русима, да се више нико не сећа да су то заправо козачке песме. Насупрот томе, постоје песме о козацима које су првобитно биле урбане песме, али већина људи мисли да су оне козачке. Врло често се иста песма може незнатно разликовати у тексту и аранжману од региона до региона.

## Козачке песме Дњепропетровске области
Козачке песме Дњепропетровске области уврштене су 2016. године на Унескову листу ематеријалног културног наслеђа човечанства. Оне се певају у заједницама Дњепропетровске области говоре о трагедији рата и козачким јунацима. Ова традицијасе преноси у породицама, али је њен континуитет доведен у питање због старења искусних певача и недостатка других извора из којих би нове генерације могле да уче. Због тога су козачке песме Дњепропетровске области уврштене на листу нематеријалног културног наслеђа коме је потребна хитна заштита.

## Спољашњи извори
- „Folk songs”. Internet Encyclopedia of Ukraine. Приступљено 12. 6. 2022.
- „Козаци и даље „харају“ Запорожјем”. РТС. 5. 12. 2018. Приступљено 12. 6. 2022.